# Owen Wilson
Owen Wilson   (Dallas, 18 de novembre de 1968) Owen Cunningham Wilson és un actor còmic, guionista i productor de cinema estatunidenc.
Conegut principalment pels seus papers en Zoolander i Xangai Noon. Com a guionista va estar nominat a l'Oscar al millor guió original pel guió de la pel·lícula The Royal Tenenbaums, escrit al costat de Wes Anderson, amb qui ha col·laborat com a actor en diverses de les seves pel·lícules. També ha col·laborat amb Ben Stiller en diverses pel·lícules entre elles podem esmentar la trilogia d'Una Nit en el Museu i Zoolander entre d'altres.

## Biografia

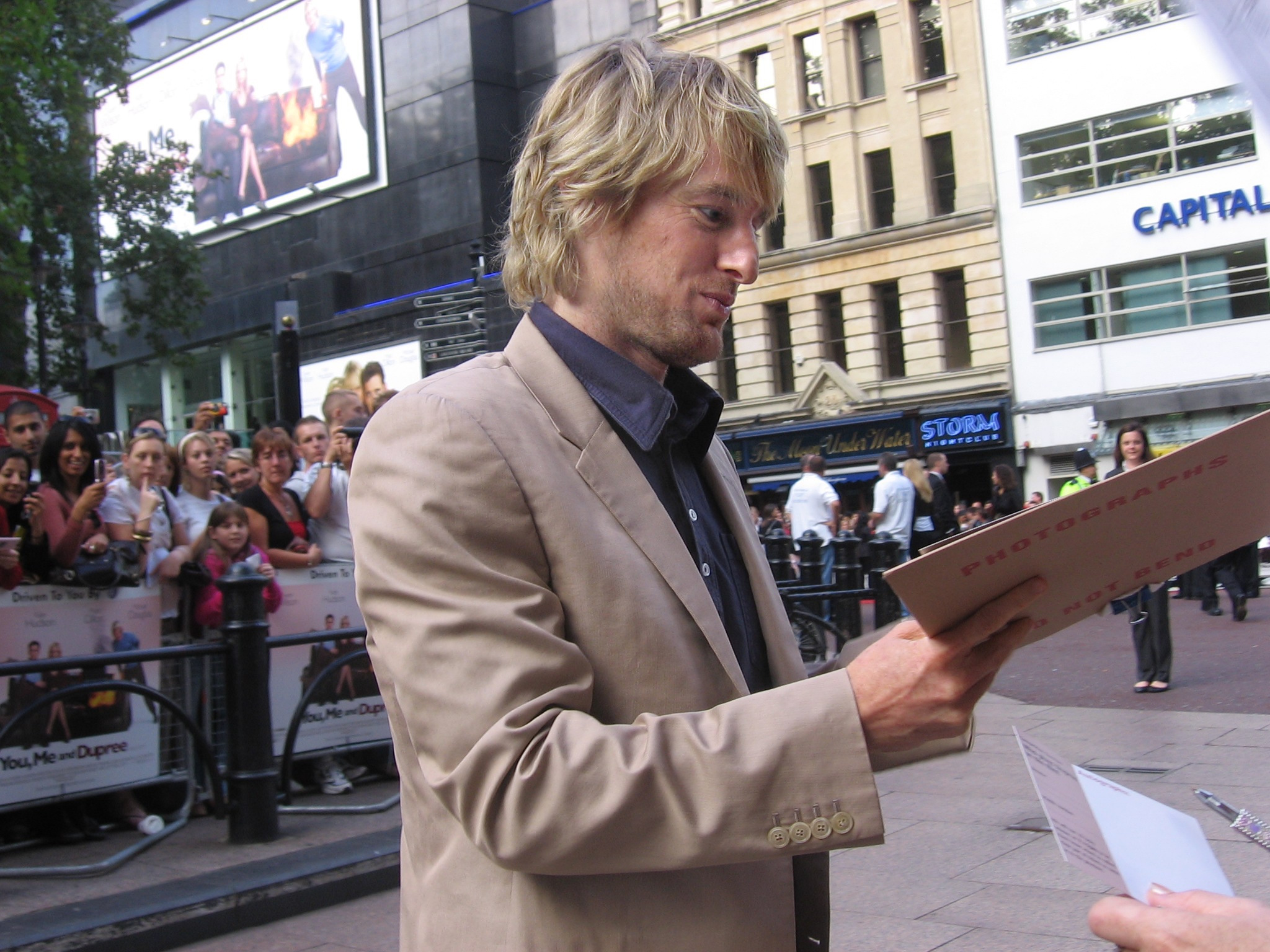
Owen Wilson a Londres el 2006

Wilson va néixer a Dallas, Texas, fill de la fotògrafa Laura Cunningham Wilson i Robert Andrew Wilson, un executiu de publicitat i operador d'una emissora de televisió local. La seva família és irlandeso-americana i catòlica. Quan va tenir suficient edat, es va traslladar a Los Angeles al costat dels seus germans Luke i Andrew per poder desenvolupar-se com a actor. La mare de Wilson, Laura Wilson, fotògrafa de professió, havia produït quatre llibres de fotografies i va treballar com a assistent de Richard Avedon mentre aquest fotografiava per a la seva sèrie In the American West. És germà dels també actors Andrew i Luke Wilson, i també és cosí del còmic Jack Black.

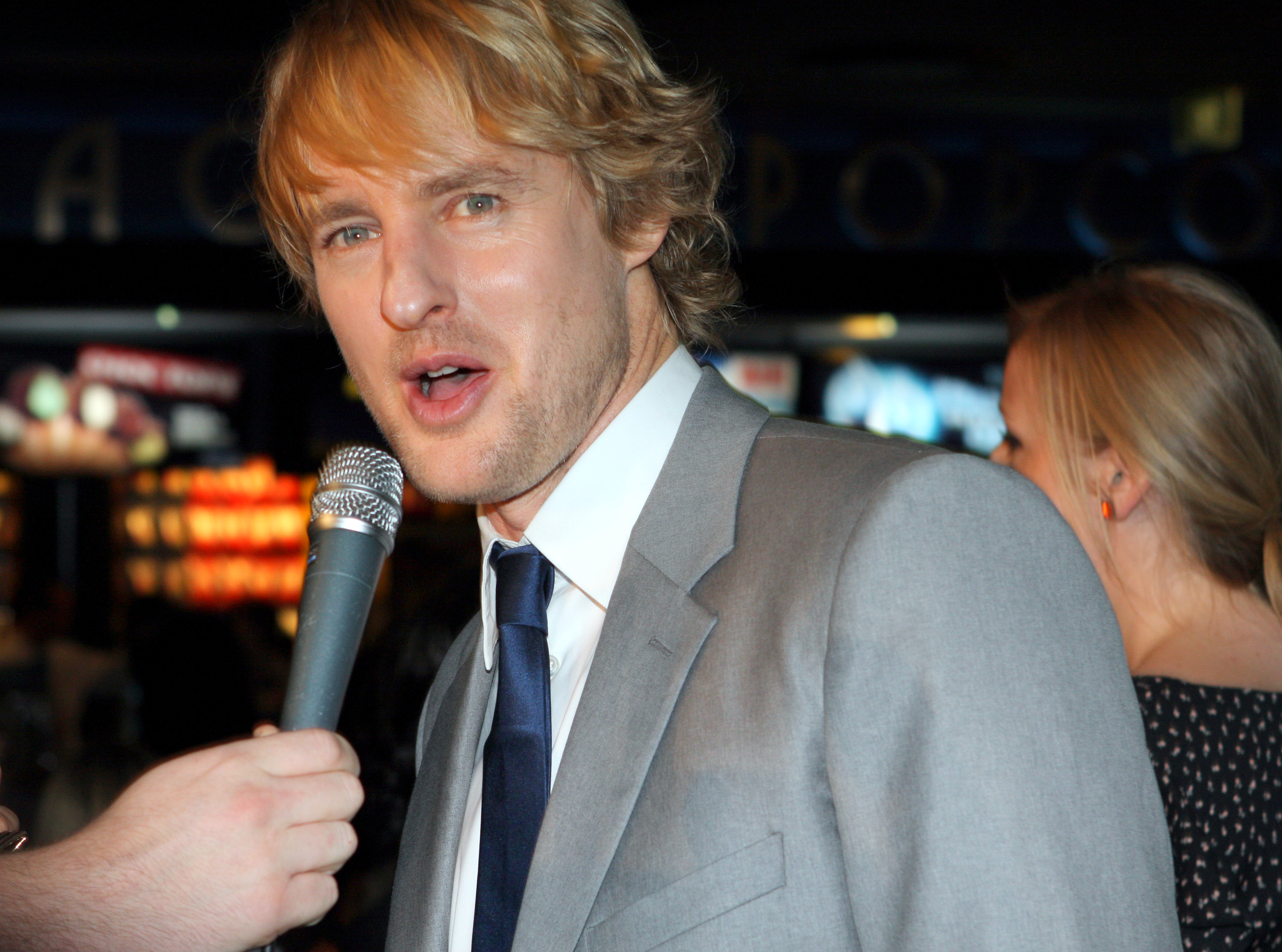
Owen Wilson el 2011

El 2002 la seva ex-promesa, Sheryl Crow, va llançar el seu àlbum C'mon C'mon que compta amb la cançó "Safe and Sound", que és un relat autobiogràfic de la relació de tots dos.
El 26 d'agost de 2007 Wilson va ser portat a l'Hospital St. John a Santa Mónica, Califòrnia, després que s'informés que hauria intentat suïcidar-se a casa seva, tallant-se les venes, el fet va ser confirmat per un membre del Departament de Policia de Santa Mónica. Després de ser estabilitzat a St. John, Wilson va ser traslladat al Centre Mèdic Cedars-Sinai a Los Angeles, on es va declarar que l'actor patia un episodi sever de depressió.
El 27 d'agost de 2007, Wilson va oferir una declaració a la premsa en la qual va dir: «Demano respectuosament als mitjans que, en aquests moments difícils, em deixin rebre la cura i l'ajuda que necessito de forma privada». El 29 d'agost de 2007, Wilson va abandonar el rodatge de Tropic Thunder, en el qual treballava com a actor i productor al costat del seu amic i freqüent col·laborador, Ben Stiller.
El 10 de gener de 2011, Owen Wilson i Jade Duell van ser pares per primera vegada d'un nen que van anomenar Robert Ford Wilson, nascut a Hawai.
Actualment, Jade Duell és ex-promesa de Wilson, encara que tenen bona relació. Novament, el 30 de gener de 2014, és pare, per segona vegada, de Finn Lindqvist Wilson, fruit d'una sèrie de trobades amb la seva entrenadora personal Caroline Lindqvist, una dona casada que encara no s'havia divorciat de la seva anterior parella.
El 2020 va interpretar un escriptor i col·laborador d'un diari a The French Dispatch, de Wes Anderson.

## Filmografia

### Pel·lícules
| Any  | Pel·lícula                                        | Paper                    | Notes |
| ---- | ------------------------------------------------- | ------------------------ | --- |
| 1996 | Bottle Rocket                                     | Dignan                   | També productor executiu                                                                                               |
| 1996 | Un boig a domicili (The Cable Guy)                | Cita de la Robin         | |
| 1997 | Anaconda                                          | Gary Dixon               | |
| 1998 | Armageddon                                        | Oscar Choice             | |
| 1998 | Rushmore                                          |                          | Productor executiu/Guionista                                                                                           |
| 1998 | Permanent Midnight                                | Nicky                    | |
| 1999 | Heat Vision and Jack                              | Heat Vision              | Veu |
| 1999 | The Haunting (La casa infernal) (The Haunting)    | Luke Sanderson           | |
| 1999 | Breakfast of Champions                            | Monte Rapid              | |
| 1999 | The Minus Man                                     | Vann Siegert             | |
| 2000 | Els pares d'ella (Meet the Parents)               | Kevin Rawley             | |
| 2000 | Shanghai Noon                                     | Roy O'Bannon             | |
| 2001 | Behind Enemy Lines                                | Tinent Chris Burnett     | |
| 2001 | The Royal Tenenbaums                              | Eli Cash                 | També productor executiu/Guionista Nominació − Oscar al millor guió original Nominació − BAFTA al millor guió original |
| 2001 | Zoolander                                         | Hansel McDonald          | |
| 2002 | Soc espia (I Spy)                                 | Alex Scott               | |
| 2003 | Shanghai Knights                                  | Roy O'Bannon             | |
| 2003 | Yeah Right!                                       | Ell mateix               | Cameo |
| 2004 | The Life Aquatic with Steve Zissou                | Ned Plimpton             | |
| 2004 | Meet the Fockers                                  | Kevin Rawley             | |
| 2004 | La volta al món en 80 dies                        | Wilbur Wright            | |
| 2004 | Starsky i Hutch (Starsky & Hutch)                 | Ken Hutchinson           | |
| 2004 | Cop a Hawaii                                      | Jack Ryan                | |
| 2005 | Un penques de confiança (The Wendell Baker Story) | Neil King                | |
| 2005 | De boda en boda (Wedding Crashers)                | John Beckwith            | |
| 2006 | Night at the Museum                               | Jedediah                 | |
| 2006 | You, Me and Dupree                                | Randolph Dupree          | També productor |
| 2006 | Cars                                              | Lightning McQueen        | Veu |
| 2007 | The Darjeeling Limited                            | Francis Whitman          | |
| 2008 | Drillbit Taylor                                   | Drillbit Taylor          | |
| 2008 | Over Her Dead Body                                | Noi al telèfon           | Cameo |
| 2008 | Marley & Me                                       | John Grogan              | |
| 2009 | Night at the Museum: Battle of the Smithsonian    | Jedediah                 | |
| 2009 | Fantastic Mr. Fox                                 | Entrenador Skip          | Veu |
| 2010 | How Do You Know                                   | Matty Reynolds           | |
| 2010 | Little Fockers                                    | Kevin Rawley             | |
| 2010 | Marmaduke                                         | Marmaduke                | Veu |
| 2010 | Sweet Bro and Hella Jeff: The Moive [sic]         | Hella Jeff               | |
| 2011 | Hall Pass                                         | Rick                     | |
| 2011 | Cars 2                                            | Lightning McQueen        | Veu |
| 2011 | Midnight in Paris                                 | Gil                      | Nominació − Globus d'Or al millor actor musical o còmic                                                                |
| 2011 | The Big Year                                      | Kenny Bostick            | |
| 2013 | Turkeys                                           | Reggie                   | Veu |
| 2014 | Night at the Museum: Secret of the Tomb           |                          | |
| 2015 | She's Funny That Way                              | Arnold Albertson         | |
| 2015 | No Escape                                         | Jack Dwyer               | |
| 2016 | Zoolander 2                                       | Hansel McDonald          | |
| 2016 | Masterminds                                       | Steve Chambers           | |
| 2017 | Lost in London                                    | Himself                  | |
| 2017 | Cars 3                                            | Lightning McQueen        | Veu |
| 2017 | Wonder                                            | Nate Pullman             | |
| 2017 | Father Figures                                    | Kyle Reynolds            | |
| 2021 | Bliss                                             | Greg Wittle              | |
| 2021 | The French Dispatch                               | Herbsaint Sazerac        | |
| 2022 | Marry Me                                          | Charlie Gilbert          | |
| 2022 | Secret Headquarters                               | Jack Kincaid / The Guard | |
| 2023 | Ant-Man and the Wasp: Quantumania                 | Mobius M. Mobius         | Cameo sense crèdits; escena post-crèdits                                                                               |
| 2023 | Paint                                             | Carl Nargle              | |
| 2023 | Haunted Mansion                                   | Kent                     | |

## Premis i nominacions

### Nominacions
- 2002. Oscar al millor guió original per The Royal Tenenbaums
- 2002. Premis del Sindicat de Guionistes dels Estats Units al millor guió original per The Royal Tenenbaums
- 2002. BAFTA al millor guió original per The Royal Tenenbaums
- 2012. Globus d'Or al millor actor musical o còmic per Midnight in Paris
- 2012. Premi del Sindicat d'Actors de Cinema al millor actor de repartiment per Midnight in Paris
- 2015. Premi del Sindicat d'Actors de Cinema al millor actor de repartiment per The Grand Budapest Hotel

### Premis
- 2015. Premi Independent Spirit, premi Robert Altman per Inherent Vice